# Rodrigo de Souza Cardoso
Rodrigo de Souza Cardoso, detto Souza (Rio de Janeiro, 4 marzo 1982), è un ex calciatore brasiliano,  di ruolo attaccante.
È stato capocannoniere del Campeonato Brasileiro Série A 2006.

## Carriera

### Club
Cresciuto nel Madureira, nel Vasco da Gama vinse il Campionato Carioca 2003. Sempre nel 2003, ebbe la sua prima esperienza in Europa, dove rimase per le due stagioni successive, prima in Bulgaria, con il CSKA Sofia e successivamente in Portogallo, al Club Sportivo Marítimo.
Tornò in Brasile nel 2005, giocando nell'Internacional, ma successivamente passò al Goiás. Proprio nel club di Goiânia segnò 17 reti, che gli permisero di diventare capocannoniere del campionato brasiliano di calcio.
Nel 2007, dopo le buone prestazioni in campionato, fu messo sotto contratto dal Flamengo, come rinforzo principale per l'attacco. A causa della rivalità con Obina, attaccante amato dai tifosi, Souza dovette faticare, e si mise in evidenza nella finale del Campionato Carioca 2007.
Durante il campionato brasiliano segnò solamente 6 reti durante tutto il torneo, e 3 in 14 giornate nel Campeonato Brasileiro Série A 2008, che convinsero la dirigenza del Flamengo a venderlo al Panathīnaïkos, in Grecia. Dopo un breve periodo nel paese ellenico, il Corinthians lo contattò per la stagione 2009, pagando 3 milioni di euro per il suo cartellino.

## Palmarès

### Club

#### Competizioni statali
- Campionato Carioca: 3

Vasco da Gama: 2003
Flamengo: 2007, 2008
- Taça Guanabara: 4

Vasco da Gama: 2000, 2003
Flamengo: 2007, 2008
- Taça Rio: 2

Vasco da Gama: 2001, 2003
- Campionato Gaúcho: 1

Internacional: 2005
- Campionato Goiano: 1

Goiás: 2006
- Campionato paulista: 1

Corinthians: 2009

#### Competizioni nazionali
- Campionato brasiliano: 1

Vasco da Gama: 2000
- Coppa del Brasile: 1

Corinthians: 2009

#### Competizioni internazionali
- Coppa Mercosul: 1

Vasco da Gama: 2001

### Individuale
- Capocannoniere del Campionato brasiliano: 1

2006 (17 gol)